# 1192 км
1192 км, железнодорожная будка 1192 километр — населённый пункт (тип: железнодорожная будка) в Богатовском районе Самарской области. Входит в состав сельского поселения Богатое.

## География
Находится к югу от железнодорожной линии Самара-Оренбург на расстоянии менее 2 километров по прямой на северо-восток от районного центра села Богатое. Фактически примыкает к селу Кураповка.

## История
Населённый пункт появился при строительстве железной дороги. В селении жили семьи тех, кто обслуживал железнодорожную инфраструктуру.

## Население
| 2010 |
| ---- |
| 22   |

Национальный состав
Согласно результатам переписи 2002 года, в национальной структуре населения
русские составляли 84 % из 13 чел.

## Инфраструктура
Путевое хозяйство. Действует остановочный пункт 1192 километр.

## Транспорт
Автомобильный и железнодорожный транспорт. Просёлочные дороги — одна до трассы 36К-299, друга — до села Кураповка.